# Bergesida
Bergesida este o localitate din comuna Grue, provincia Hedmark, Norvegia.